# سيرهي بيتكو
سيرهي بيتكو (بالأوكرانية: Петько Сергій Юрійович)‏ هو لاعب كرة قدم أوكراني في مركز الدفاع، ولد في 23 يناير 1994 في خاركيف في أوكرانيا. لعب مع تشورنومورتس أوديسا ونادي فولين لوتسك.

## وصلات خارجية
- سيرهي بيتكو على موقع اتحاد أوكرانيا (الإنجليزية)
- سيرهي بيتكو على موقع قاعدة بيانات كرة القدم.إي يو (الإنجليزية)
- سيرهي بيتكو على موقع Soccerway.com (الإنجليزية)
- سيرهي بيتكو على موقع عالم كرة القدم.نت (الإنجليزية)